# بام ماثيوز
بام ماثيوز (بالإنجليزية: Pam Matthews)‏ هي رامية الرمح ‏ أسترالية، ولدت في 8 فبراير 1958.

## وصلات خارجية
- بام ماثيوز على موقع النتائج التاريخية لألعاب القوى الأسترالية (الإنجليزية)
- بام ماثيوز على موقع أوليمبيديا (الإنجليزية)
- بام ماثيوز على موقع اللجنة الأولمبية الأسترالية (الإنجليزية)